# Jānis Lidmanis
Jānis Lidmanis (Riga, 18 gennaio 1910 – Melbourne, 29 novembre 1986) è stato un cestista e calciatore lettone.
È stato uno degli sportivi più completi e versatili nella storia dello sport lettone: da cestista ha vinto gli Europei 1935 e tre titoli nazionali; da calciatore vanta 55 presenze in Nazionale, oltre a 5 campionati lettoni e 2 Coppe di Lettonia.

## Carriera da cestista

### Club
In carriera ha militato nel JKS Riga, squadra con cui ha vinto il campionato lettone in tre occasioni: 1928, 1931 e 1932.

### Nazionale
Con la Lettonia ha vinto il Campionato europeo 1935. Complessivamente vanta 14 presenze in Nazionale, collezionate tra il 1928 e il 1936.

## Carriera da calciatore

### Club
A partire dal 1928 ha militato nell'RFK Riga, rimanendovi anche negli anni in cui è stato convocato in nazionale: con questa squadra ha vinto 5 campionati lettoni e due coppe lettoni.

### Nazionale
L'esordio in nazionale è stato il 28 maggio 1931 nella gara amichevole contro l'Estonia. Il suo primo gol in nazionale risale ad un'altra amichevole, stavolta contro la Lituania, nel 1935.
Ha vinto con la nazionale quattro Coppe del Baltico, disputando 55 incontri e mettendo a segno 2 reti; della nazionale è divenuto capitano dalla partita contro la Polonia del 1935 e fino al termine della carriera.

### Statistiche

#### Cronologia presenze e reti in Nazionale
| Cronologia completa delle presenze e delle reti in nazionale ― Lettonia | Cronologia completa delle presenze e delle reti in nazionale ― Lettonia | Cronologia completa delle presenze e delle reti in nazionale ― Lettonia | Cronologia completa delle presenze e delle reti in nazionale ― Lettonia | Cronologia completa delle presenze e delle reti in nazionale ― Lettonia | Cronologia completa delle presenze e delle reti in nazionale ― Lettonia | Cronologia completa delle presenze e delle reti in nazionale ― Lettonia | Cronologia completa delle presenze e delle reti in nazionale ― Lettonia |
| Data                                                                    | Città                                                                   | In casa                                                                 | Risultato                                                               | Ospiti                                                                  | Competizione                                                            | Reti                                                                    | Note                                                                    |
| ----------------------------------------------------------------------- | ----------------------------------------------------------------------- | ----------------------------------------------------------------------- | ----------------------------------------------------------------------- | ----------------------------------------------------------------------- | ----------------------------------------------------------------------- | ----------------------------------------------------------------------- | ----------------------------------------------------------------------- |
| 28-5-1931                                                               | Riga                                                                    | Lettonia                                                                | 0 – 1                                                                   | Estonia                                                                 | Amichevole                                                              | -                                                                       |                                                                         |
| 5-7-1931                                                                | Riga                                                                    | Lettonia                                                                | 0 – 5                                                                   | Polonia                                                                 | Amichevole                                                              | -                                                                       |                                                                         |
| 31-8-1931                                                               | Tallinn                                                                 | Lettonia                                                                | 1 – 0                                                                   | Lituania                                                                | Coppa del Baltico 1931                                                  | -                                                                       |                                                                         |
| 1-9-1931                                                                | Tallinn                                                                 | Estonia                                                                 | 3 – 1                                                                   | Lettonia                                                                | Coppa del Baltico 1931                                                  | -                                                                       |                                                                         |
| 27-9-1931                                                               | Riga                                                                    | Lettonia                                                                | 2 – 1                                                                   | Estonia                                                                 | Amichevole                                                              | -                                                                       |                                                                         |
| 1-6-1932                                                                | Tallinn                                                                 | Estonia                                                                 | 3 – 0                                                                   | Lettonia                                                                | Amichevole                                                              | -                                                                       |                                                                         |
| 29-6-1932                                                               | Kaunas                                                                  | Lituania                                                                | 2 – 3                                                                   | Lettonia                                                                | Amichevole                                                              | -                                                                       |                                                                         |
| 13-7-1932                                                               | Riga                                                                    | Lettonia                                                                | 0 – 0                                                                   | Svezia                                                                  | Amichevole                                                              | -                                                                       |                                                                         |
| 24-7-1932                                                               | Liepaja                                                                 | Lettonia                                                                | 2 – 1                                                                   | Lituania                                                                | Amichevole                                                              | -                                                                       |                                                                         |
| 28-8-1932                                                               | Riga                                                                    | Lettonia                                                                | 4 – 1                                                                   | Lituania                                                                | Coppa del Baltico 1932                                                  | -                                                                       |                                                                         |
| 30-8-1932                                                               | Riga                                                                    | Lettonia                                                                | 1 – 0                                                                   | Estonia                                                                 | Coppa del Baltico 1932                                                  | -                                                                       |                                                                         |
| 11-9-1932                                                               | Kaunas                                                                  | Lituania                                                                | 1 – 0                                                                   | Lettonia                                                                | Amichevole                                                              | -                                                                       |                                                                         |
| 2-10-1932                                                               | Varsavia                                                                | Polonia                                                                 | 2 – 1                                                                   | Lettonia                                                                | Amichevole                                                              | -                                                                       |                                                                         |
| 28-5-1933                                                               | Riga                                                                    | Lettonia                                                                | 2 – 0                                                                   | Estonia                                                                 | Amichevole                                                              | -                                                                       |                                                                         |
| 12-6-1933                                                               | Riga                                                                    | Lettonia                                                                | 6 – 2                                                                   | Lituania                                                                | Amichevole                                                              | -                                                                       |                                                                         |
| 4-7-1933                                                                | Riga                                                                    | Lettonia                                                                | 1 – 1                                                                   | Svezia                                                                  | Amichevole                                                              | -                                                                       |                                                                         |
| 9-8-1933                                                                | Tallinn                                                                 | Estonia                                                                 | 2 – 1                                                                   | Lettonia                                                                | Amichevole                                                              | -                                                                       |                                                                         |
| 3-9-1933                                                                | Kaunas                                                                  | Estonia                                                                 | 0 – 1                                                                   | Lettonia                                                                | Coppa del Baltico 1933                                                  | -                                                                       |                                                                         |
| 4-9-1933                                                                | Kaunas                                                                  | Lituania                                                                | 2 – 2                                                                   | Lettonia                                                                | Coppa del Baltico 1933                                                  | -                                                                       |                                                                         |
| 10-6-1934                                                               | Kaunas                                                                  | Lituania                                                                | 2 – 0                                                                   | Lettonia                                                                | Amichevole                                                              | -                                                                       |                                                                         |
| 14-8-1934                                                               | Riga                                                                    | Lettonia                                                                | 1 – 1                                                                   | Finlandia                                                               | Amichevole                                                              | -                                                                       |                                                                         |
| 9-9-1934                                                                | Riga                                                                    | Lettonia                                                                | 1 – 3                                                                   | Lituania                                                                | Amichevole                                                              | -                                                                       |                                                                         |
| 23-9-1934                                                               | Stoccolma                                                               | Svezia                                                                  | 3 – 1                                                                   | Lettonia                                                                | Amichevole                                                              | -                                                                       |                                                                         |
| 14-10-1934                                                              | Riga                                                                    | Lettonia                                                                | 2 – 6                                                                   | Polonia                                                                 | Amichevole                                                              | -                                                                       |                                                                         |
| 12-6-1935                                                               | Riga                                                                    | Lettonia                                                                | 1 – 1                                                                   | Estonia                                                                 | Amichevole                                                              | -                                                                       |                                                                         |
| 5-7-1935                                                                | Riga                                                                    | Lettonia                                                                | 0 – 3                                                                   | Svezia                                                                  | Amichevole                                                              | -                                                                       |                                                                         |
| 21-8-1935                                                               | Tallinn                                                                 | Lettonia                                                                | 2 – 2                                                                   | Lituania                                                                | Coppa del Baltico 1935                                                  | -                                                                       |                                                                         |
| 22-8-1935                                                               | Tallinn                                                                 | Estonia                                                                 | 1 – 1                                                                   | Lettonia                                                                | Coppa del Baltico 1935                                                  | -                                                                       | 27’                                                                     |
| 8-9-1935                                                                | Kaunas                                                                  | Lituania                                                                | 2 – 2                                                                   | Lettonia                                                                | Amichevole                                                              | 1                                                                       |                                                                         |
| 15-9-1935                                                               | Łódź                                                                    | Polonia                                                                 | 3 – 3                                                                   | Lettonia                                                                | Amichevole                                                              | -                                                                       |                                                                         |
| 13-10-1935                                                              | Konigsberg                                                              | Germania                                                                | 3 – 0                                                                   | Lettonia                                                                | Amichevole                                                              | -                                                                       |                                                                         |
| 28-5-1936                                                               | Tallinn                                                                 | Estonia                                                                 | 3 – 4                                                                   | Lettonia                                                                | Amichevole                                                              | -                                                                       |                                                                         |
| 14-6-1936                                                               | Kaunas                                                                  | Lituania                                                                | 1 – 5                                                                   | Lettonia                                                                | Amichevole                                                              | -                                                                       |                                                                         |
| 29-8-1936                                                               | Riga                                                                    | Lettonia                                                                | 2 – 1                                                                   | Lituania                                                                | Coppa del Baltico 1936                                                  | -                                                                       |                                                                         |
| 31-8-1936                                                               | Riga                                                                    | Lettonia                                                                | 2 – 1                                                                   | Estonia                                                                 | Coppa del Baltico 1936                                                  | -                                                                       |                                                                         |
| 6-9-1936                                                                | Riga                                                                    | Lettonia                                                                | 3 – 3                                                                   | Polonia                                                                 | Amichevole                                                              | -                                                                       |                                                                         |
| 25-6-1937                                                               | Riga                                                                    | Lettonia                                                                | 1 – 3                                                                   | Germania                                                                | Amichevole                                                              | -                                                                       |                                                                         |
| 12-7-1937                                                               | Riga                                                                    | Lettonia                                                                | 0 – 0                                                                   | Romania                                                                 | Amichevole                                                              | -                                                                       |                                                                         |
| 29-7-1937                                                               | Riga                                                                    | Lettonia                                                                | 4 – 2                                                                   | Lituania                                                                | Qual. Mondiali 1938                                                     | -                                                                       |                                                                         |
| 3-9-1937                                                                | Kaunas                                                                  | Lituania                                                                | 1 – 5                                                                   | Lettonia                                                                | Qual. Mondiali 1938                                                     | -                                                                       |                                                                         |
| 4-9-1937                                                                | Kaunas                                                                  | Estonia                                                                 | 1 – 1                                                                   | Lettonia                                                                | Coppa del Baltico 1937                                                  | -                                                                       |                                                                         |
| 19-9-1937                                                               | Riga                                                                    | Lettonia                                                                | 3 – 1                                                                   | Estonia                                                                 | Amichevole                                                              | -                                                                       |                                                                         |
| 5-10-1937                                                               | Vienna                                                                  | Austria                                                                 | 2 – 1                                                                   | Lettonia                                                                | Qual. Mondiali 1938                                                     | -                                                                       |                                                                         |
| 10-10-1937                                                              | Katowice                                                                | Polonia                                                                 | 2 – 1                                                                   | Lettonia                                                                | Amichevole                                                              | -                                                                       |                                                                         |
| 17-5-1938                                                               | Riga                                                                    | Lettonia                                                                | 2 – 0                                                                   | Lituania                                                                | Amichevole                                                              | -                                                                       |                                                                         |
| 10-6-1938                                                               | Solna                                                                   | Svezia                                                                  | 3 – 3                                                                   | Lettonia                                                                | Amichevole                                                              | -                                                                       |                                                                         |
| 27-6-1938                                                               | Riga                                                                    | Lettonia                                                                | 3 – 0                                                                   | Ungheria                                                                | Amichevole                                                              | -                                                                       |                                                                         |
| 20-7-1938                                                               | Tallinn                                                                 | Estonia                                                                 | 2 – 0                                                                   | Lettonia                                                                | Amichevole                                                              | -                                                                       |                                                                         |
| 28-8-1938                                                               | Riga                                                                    | Lettonia                                                                | 2 – 1                                                                   | Cecoslovacchia                                                          | Amichevole                                                              | -                                                                       |                                                                         |
| 5-9-1938                                                                | Tallinn                                                                 | Estonia                                                                 | 1 – 1                                                                   | Lettonia                                                                | Coppa del Baltico 1938                                                  | -                                                                       |                                                                         |
| 25-9-1938                                                               | Riga                                                                    | Lettonia                                                                | 2 – 1                                                                   | Polonia                                                                 | Amichevole                                                              | -                                                                       |                                                                         |
| 18-5-1939                                                               | Bucarest                                                                | Romania                                                                 | 4 – 0                                                                   | Lettonia                                                                | Amichevole                                                              | -                                                                       |                                                                         |
| 24-5-1939                                                               | Sofia                                                                   | Bulgaria                                                                | 3 – 0                                                                   | Lettonia                                                                | Amichevole                                                              | -                                                                       |                                                                         |
| 24-9-1939                                                               | Helsinki                                                                | Finlandia                                                               | 0 – 3                                                                   | Lettonia                                                                | Amichevole                                                              | -                                                                       |                                                                         |
| 18-7-1940                                                               | Tallinn                                                                 | Estonia                                                                 | 2 – 1                                                                   | Lettonia                                                                | Amichevole                                                              | -                                                                       |                                                                         |
| Totale                                                                  |                                                                         | Presenze                                                                | 55                                                                      |                                                                         | Reti                                                                    | 2                                                                       |                                                                         |

## Palmarès

### Cestista

#### Club
- Campionato lettone: 3

JKS Riga: 1928, 1931, 1932

#### Nazionale
- Europei: 1

1935

### Calciatore

#### Club
- Campionato lettone: 5

1930, 1931, 1934, 1935, 1939-40
- Coppe di Lettonia: 2

1937, 1938

#### Nazionale
- Coppa del Baltico: 4

1932, 1933, 1936, 1937